# Карельський пиріг
Карельські тістечка, карельські пироги (англ. Karelian pasties, Karelian pies; карел. kalittoja, однина карел. kalitta; олонецька карельська: šipainiekku; фін. karjalanpiirakat, однина фін. karjalanpiirakka; або швед. karelska piroger) — це традиційні фінські тістечка або пироги, що походять з регіону Карелії. Їх їдять по всій Фінляндії, а також у прилеглих регіонах, таких як Естонія та Карелія.
Найдавніші традиційні тістечка зазвичай мали житній корж, але північнокарельський і ладозько-карельський варіанти також містили пшеницю для поліпшення якості скоринки. Звичайними начинками були ячмінь і толокно. У XIX столітті в якості начинки почали використовувати спочатку картоплю, потім гречку, а пізніше — відварений рис і пшоно.
Сьогодні найпопулярнішим варіантом є тонкий житній корж з начинкою з рису. Також бувають начинки з картопляного пюре і рисово-морквяні. Вершковим маслом, часто змішаним з подрібненим вареним яйцем (яєчне масло або мунавуі), намазують гарячі тістечка перед їжею.
З 2003 року Karjalanpiirakka має статус гарантованого традиційного продукту (TSG) в Європі. Це означає, що будь-який виробник, який не дотримується традиційного рецепту, не може називати їх karjalanpiirakka, а замість цього повинен буде називати їх riisipiirakka («рисові тістечка»), perunapiirakka («картопляні тістечка») тощо, залежно від начинки. 

## Дивись також
- Фінська кухня
- Карельське гаряче
- Калакукко
- Корнуольський пиріжок
- Рейкялейпя
- Мяммі